# 28 mars en sport
28 février 28 avril
Chronologies thématiques
- Croisades
- Ferroviaires
- Disney

Le 28 mars (87e jour de l'année ou 88e en cas d'année bissextile) en sport.

## Événements

### XIXesiècle
- 1874 :
  - (Aviron) : The Boat Race entre les équipes universitaires d'Oxford et de Cambridge. Cambridge s'impose[1].
- 1885 :
  - (Aviron) : The Boat Race entre les équipes universitaires d'Oxford et de Cambridge. Oxford s'impose[1].

### XXesièclede1951à2000
- 1975 :
  - (Athlétisme) : Dave Roberts porte le record du monde du saut à la perche à 5,65 mètres.
- 1976 :
  - (Formule 1) : Grand Prix automobile de la côte ouest des États-Unis.
- 1993 :
  - (Formule 1) : Grand Prix automobile du Brésil.
- 1998 :
  - (Natation) : à Paris, Brigitte Becue porte le record d'Europe du 100 m brasse (en bassin de 25 m) à 1 min 06 s 87.

### XXIesiècle
- 2001 :
  - (Natation) : le nageur américain Ed Moses bat le Record du monde de natation messieurs du 100 mètres brasse à Austin (Texas), en 1 min 00 s 29.
- 2007 :
  - (Hockey sur glace) : victoire en finale des séries éliminatoires du Championnat de France (Ligue Magnus) des Brûleurs de Loups de Grenoble sur les Pingouins de Morzine 3 matchs à 1. 
  - (Natation) : lors des championnats du monde à Melbourne, la Française Laure Manaudou remporte le 200 mètres nage libre féminin devant Annika Lurz et Federica Pellegrini.
- 2008 :
  - (Natation) : vingt-quatre heures après avoir effacé des tablettes le record du monde d'Alain Bernard, l'Australien Eamon Sullivan améliore une nouvelle fois, en finale du 50 mètres nage libre des Championnats d'Australie, disputés à Sydney, son propre record du monde, avec un chrono de 21 s 28, soit 13 centièmes de mieux que sa marque précédente (21 s 41).
- 2010 :
  - (Formule 1) : Grand Prix d'Australie.
- 2014 :
  - (Olympisme) : Jean-Claude Killy, membre du CIO, démissionne de ses fonctions au sein de l'organisme.
- 2016 :
  - (Hockey sur glace /Championnat du monde féminin) : début de la 18e édition du Championnat du monde  féminin de hockey sur glace qui se déroule jusqu'au 4 avril à Kamloops, en Colombie-Britannique au Canada.
  - (Patinage artistique /Championnats du monde) : début de la 106e édition des Championnats du monde de patinage artistique qui se déroule jusqu'au 3 avril à Boston dans le Massachusetts aux États-Unis.
- 2017 :
  - (Football /Arbitrage vidéo) : utilisé pour la première fois, lors du match amical de l'équipe de France face à l'équipe d'Espagne, l'arbitrage vidéo a joué des tours aux Bleus. D'abord Antoine Griezmann s'est vu refusé l'ouverture de score (48e) avant que David Silva n'ouvre le score sur penalty (1-0, 68e). Les Espagnols ont ensuite doublé la mise par Gerard Deulofeu (2-0, 77e), initialement signalé hors-jeu avant que la vidéo ne valide son but[2].

## Naissances

### XIXesiècle
- 1849 :
  - Reginald Birkett, joueur de rugby à XV et footballeur anglais. (4 sélections en équipe d'Angleterre de rugby et 1 avec l'équipe de football d'Angleterre). († 30 juin 1898).
- 1863 :
  - Ernest Archdeacon, pilote automobile et d'avion puis avocat français. († 3 janvier 1950).
- 1866 :
  - Jimmy Ross, footballeur écossais. (1 sélection en équipe nationale). († 12 juin 1902).
- 1873 :
  - John Geiger, rameur américain. Champion olympique du huit aux Jeux de Paris 1900. († 6 décembre 1956).
- 1877 :
  - Ted Ray, golfeur britannique. Vainqueur de l'Open britannique 1912 et de l'US Open 1920. († 26 août 1943).
- 1881 :
  - Martin Sheridan, athlète de lancers et de sauts américain. Champion olympique du disque aux Jeux de Saint-Louis 1904 puis champion olympique du disque et du disque grec puis médaillé de bronze du saut en longueur sans élan aux Jeux de Londres 1908. († 27 mars 1918).
- 1888 :
  - Pierre Charpentier, hockeyeur sur glace français. Champion d'Europe de hockey sur glace 1924. († ?).
- 1892 :
  - Gustave Ganay, cycliste sur route et sur piste français. († 23 août 1926).
- 1897 :
  - Sepp Herberger, footballeur puis entraîneur allemand. Sélectionneur de l'équipe d'Allemagne de 1936 à 1942 et de 1950 à 1964. (3 sélections en équipe nationale). († 28 avril 1977).

### XXesièclede1901à1950
- 1911 :
  - Consalvo Sanesi, pilote de courses automobile italien. († 28 juillet 1998).
- 1913 :
  - Jean-Marie Goasmat, cycliste sur route français. († 21 janvier 2006).
- 1922 :
  - Joey Maxim, boxeur américain. Champion du monde poids mi-lourds de boxe du 24 janvier 1950 au 17 décembre 1952. († 2 juin 2001).
- 1929 :
  - Paul England, pilote de courses automobile australien. († 17 juin 2014).
- 1934 :
  - Kazimír Gajdoš, footballeur tchécoslovaque puis slovaque. (4 sélections avec l'équipe de Tchécoslovaquie). († 9 novembre 2016).
  - Cvetko Slavov, basketteur bulgare. (54 sélections en équipe nationale).
- 1935 :
  - Józef Szmidt, athlète de sauts polonais. Champion olympique du triple saut aux Jeux de Rome 1960 et aux Jeux de Tokyo 1964. Champion d'Europe d'athlétisme du triple saut 1958 et 1962. Détenteur du Record du monde du triple saut du 5 août 1960 au 10 octobre 1968. († 29 juillet 2024).
- 1938 :
  - Jean-François Piot, pilote de courses de rallyes automobile français. († 6 novembre 1980).
- 1940 :
  - Luis Alberto Cubilla, footballeur puis entraîneur uruguayen. (38 sélections en équipe nationale). Sélectionneur de l'équipe d'Uruguay de 1991 à 1993. († 3 mars 2013).
- 1942 :
  - Bernard Darniche, pilote de rallye automobile français. (7 victoires en rallyes).
- 1943 :
  - Philippe de Henning, pilote de course automobile d'endurance français.
  - Pierre Saint-Jean, haltérophile canadien.
- 1944 :
  - Rick Barry, basketteur américain.

### XXesièclede1951à2000
- 1956 :
  - Evelin Jahl, athlète de lancers est-allemande puis allemande. Championne olympique du disque aux Jeux de Montréal 1976 et aux Jeux de Moscou 1980. Championne d'Europe d'athlétisme du disque 1978.
- 1961 :
  - Robert Millette, hockeyeur sur glace canadien.
  - Byron Scott, basketteur puis entraîneur américain.
- 1962 :
  - Jure Franko, skieur alpin yougoslave puis slovène. Médaillé d'argent du géant aux Jeux de Sarajevo 1984;
- 1966 :
  - Nathalie Herreman, joueuse de tennis française.
  - Franck Passi, footballeur puis entraîneur français.
- 1969 :
  - Elliot Perry, basketteur américain.
  - Daniel Laperrière, hockeyeur sur glace canadien.
- 1970 :
  - Detlef Musch, basketteur allemand. (48 sélections en équipe nationale).
- 1972 :
  - Keith Tkachuk, hockeyeur sur glace américain. Médaillé d'argent aux Jeux de Salt Lake City 2002.
  - Olga Yegorova, athlète de demi-fond et de fond russe. Championne du monde d'athlétisme du 5 000m 2001.
- 1973 :
  - Björn Kuipers, arbitre de football néerlandais.
- 1974 :
  - Mark King, joueur de snooker anglais.
- 1975 :
  - Fabrizio Gollin, pilote de courses automobile italien.
  - Iván Helguera, footballeur espagnol. Vainqueur des Ligue des champions 2000 et 2002. (47 sélections en équipe nationale).
- 1977 :
  - Erik Rasmussen, hockeyeur sur glace américain.
- 1978 :
  - Alicia Poto, basketteuse australienne. Médaillée d'argent aux Jeux d'Athènes 2004. Victorieuse de l'Euroligue féminine 2001. (20 sélections en équipe nationale).
- 1980 :
  - Luke Walton, basketteur puis entraîneur américain.
- 1982 :
  - Dylan Page, basketteur américain.
  - Luis Tejada, footballeur panaméen. (105 sélections en équipe nationale). († 28 janvier 2024).
- 1983 :
  - Ladji Doucouré, athlète de haies et de sprint français. Champion du monde d'athlétisme du 110 haies et du relais 4×100 m 2005.
- 1984 :
  - Younès Khattabi, joueur de rugby à XIII franco-marocain. (1 sélection avec l'équipe de France et 1 avec l'équipe du Maroc).
- 1985 :
  - Steve Mandanda, footballeur français. Champion du monde football 2018. (28 sélections en équipe de France).
  - Stanislas Wawrinka, joueur de tennis suisse. Champion olympique en double aux Jeux de Pékin 2008. Vainqueur de l'Open d'Australie 2014, du tournoi de Roland Garros 2015 et de l'US Open 2016 puis de la Coupe Davis 2014.
- 1986 :
  - Barbora Strýcová, joueuse de tennis tchèque. Médaillée de bronze du double dames aux Jeux de Rio 2016. Victorieuse des Fed Cup 2015, 2016 et 2018.
- 1987 :
  - Melinda Geiger, handballeuse roumaine. (113 sélections en équipe nationale).
- 1988 :
  - Alen Šket, volleyeur slovène. (82 sélections en équipe nationale).
- 1989 :
  - Jon Aberasturi, cycliste sur route espagnol.
  - Logan Couture, hockeyeur sur glace canadien.
  - Nabil Djalout, joueur de rugby à XIII français. (3 sélections en équipe de France).
  - Wenceslas Lauret, joueur de rugby à XV français. Vainqueur du Challenge européen 2012. (23 sélection en équipe de France).
- 1990 :
  - Luca Marrone, footballeur franco-malgache. (4 sélections avec l'équipe de Madagascar).
  - Romain Métanire, footballeur italien.
  - Jean-Paul Tony-Helissey, fleurettiste français. Médaillé d'argent du fleuret par équipes aux Jeux de Rio 2016.
- 1991 :
  - Mohamed Abbassi, basketteur tunisien.
  - Romain Guillemois, cycliste sur route français.
  - Jordan McRae, basketteur américain.
  - Ondřej Palát, hockeyeur sur glace tchèque.
  - Marie-Philip Poulin, hockeyeuse sur glace canadienne. Championne olympique aux Jeux de Vancouver 2010 et aux Jeux de Sotchi 2014 puis médaillée d'argent aux Jeux de Pyeongchang 2018. Championne du monde de hockey sur glace 2012.
  - Taulant Xhaka, footballeur albano-suisse. (29 sélections avec l'équipe d'Albanie).
- 1992 :
  - Bakhtiyar Kozhatayev, cycliste sur route kazakh.
- 1993 :
  - Julia Behnke, handballeuse allemande. (89 sélections en équipe nationale).
- 1994 :
  - Marcus Georges-Hunt, basketteur américain.
- 1995 :
  - Jonathan Drouin, hockeyeur sur glace canadien.
  - Justin Jackson, basketteur américain.
  - Li Mengwen, footballeuse chinoise. Championne d'Asie de football 2022. (17 sélections en équipe nationale).
  - Killian Peier, sauteur à ski suisse.
  - José Torres Gil, coureur cycliste argentin spécialiste du BMX freestyle. Champion olympique du park lors des Jeux d'été de 2024.
- 1996 :
  - Benjamin Pavard, footballeur français. Champion du monde football 2018. Vainqueur de la Ligue des nations 2021 ainsi que de la Ligue des champions 2020. (40 sélections en équipe de France).
- 1997 :
  - Sebastian Samuelsson, biathlète suédois. Champion olympique du relais 4×7,5 km et médaillé d'argent de la poursuite aux Jeux de Pyeongchang 2018.
- 1998 :
  - Sandi Lovrić, footballeur slovène.
  - M. J. Walker, basketteur américain.
  - Lindell Wigginton, basketteur canadien.

### XXIesiècle
- 2001 :
  - Thomas Poulain, joueur de rugby à XV français.
  - María Vicente, athlète espagnol spécialiste des épreuves combinées.
  - Jonathan Villagra, footballeur chilien.
  - Wang Xiyu, joueuse de tennis chinoise.
- 2002 :
  - Nicholas Bonfanti, footballeur italien.
  - Jack de Vries, footballeur américain.
  - Edgar Martínez, footballeur mexicain.
  - Lucas Raymond, joueur de hockey sur glace suédois.
- 2003 :
  - Adem Bona, basketteur nigérian-turc.
  - Samuel Giovane, footballeur italien.
  - Matijus Remeikis, footballeur lituanien.
  - Isaak Touré, footballeur français.
- 2004 :
  - Anna Chtcherbakova, patineuse artistique russe. Championne du monde de patinage artistique dames 2021.
- 2007 :
  - Quan Hongchan, plongeuse chinoise. Championne olympique de haut-vol à dix mètres aux Jeux de Tokyo en 2020.

## Décès

### XXesièclede1901à1950
- 1931 :
  - Ban Johnson, 67 ans, journaliste sportif américain. Fondateur de la Ligue américaine en 1893. (° 5 janvier 1864).
- 1942 :
  - René Wiriath, 42 ans, athlète de demi-fond français. (° 1er décembre 1899).

### XXesièclede1951à2000
- 1953 :
  - Jim Thorpe, 64 ans, joueur et dirigeant de foot U.S., joueur de baseball, basketteur et athlète d'épreuves combinées américain. Champion olympique du décathlon et du pentathlon aux Jeux de Stockholm 1912. (° 28 mai 1887).
- 1973 :
  - Clarence Griffin, joueur de tennis américain. (° 19 janvier 1888).
- 1998 :
  - Francisco Betancourt, 85 ans, footballeur puis entraîneur espagnol. (° 4 février 1913).

### XXIesiècle
- 2008 :
  - Valentino Fois, 34 ans, cycliste sur route italien. (° 23 septembre 1973).
- 2010 :
  - Catherine Pibarot, 42 ans, handballeuse française. (119 sélections en équipe de France). (° 6 juillet 1967).
- 2012 :
  - Willie May, 75 ans, athlète de haies américain. Médaillé d'argent du 110 m haies aux Jeux de Rome 1960. (° 11 novembre 1936).